# 布鲁诺·罗塞蒂 (射击运动员)
布鲁诺·罗塞蒂（義大利語：Bruno Rossetti，1960年10月9日—2018年2月9日），意大利男子射击运动员。他曾代表意大利参加1992年夏季奥林匹克运动会射击比赛，获得定向飞靶铜牌。